# ريتشارد بيبودي
ريتشارد بيبودي (بالإنجليزية: Richard Peabody)‏ هو صحفي أمريكي، ولد في 14 مارس 1951.